# Centro de Arte Contemporânea Inhotim
Das Centro de Arte Contemporânea Inhotim (Zentrum für Gegenwartskunst Inhotim; auch: Instituto Inhotim) ist eine Einrichtung mit einer Sammlung zeitgenössischer Kunst in Brasilien. Es befindet sich in Brumadinho im Bundesstaat Minas Gerais, einer Stadt mit rund 40.000 Einwohnern und 60 km von der Hauptstadt Belo Horizonte entfernt.
Die Eröffnung fand 2004 statt, um die Sammlung des Ex-Bergbauunternehmers und Selfmade-Multimillionärs Bernardo Paz zu zeigen. Ein Schlaganfall bewog den ehemaligen Lebemann zum Rückzug aus dem Geschäft. In einem Interview sprach er über seinen Weltschmerz:
„Ich habe meine Experten, die für mich auswählen. Das Kriterium ist einfach. Wenn jemand auf der ganzen Welt bekannt ist, dann ist er ein Genie. Dann kaufe ich, aber nur, wenn es sonst in kein Museum passt. Ich kaufe für die Leute ein, damit sie etwas Einzigartiges sehen.“
Das Entdecken von Kunstwerken mache ihn selbst jedoch nicht glücklich, erklärte Paz in dem Interview. Heute stellt das Inhotim Werke aus, die von 1970 bis zur Gegenwart entstanden sind. Das zentrale Ausstellungsgebäude wurde von dem brasilianischen Architekten Rodrigo Cerviño Lopez geplant.
Die Sammlung besteht aus 450 Werken von brasilianischen und ausländischen Künstlern mit Betonung auf Arbeiten von Cildo Meireles, Vik Muniz, Hélio Oiticica, Paul McCarthy und Zhang Huan. Die Fläche beträgt 300.000 Quadratmeter.
Die Ausstellung ist eingebettet in eine großzügige Gartenanlage, in deren Gestaltung unter anderem Anregungen von Roberto Burle Marx eingingen. Im Freigelände, umgeben von heimischem Wald, werden zwei Skulpturen der Künstlerin Adriana Varejão ausgestellt sowie auch das Mahagoniboot des britischen Künstlers Simon Starling.
Es werden thematische Führungen und belehrende Besichtigungen für Schulgruppen angeboten.

## Abbildungen

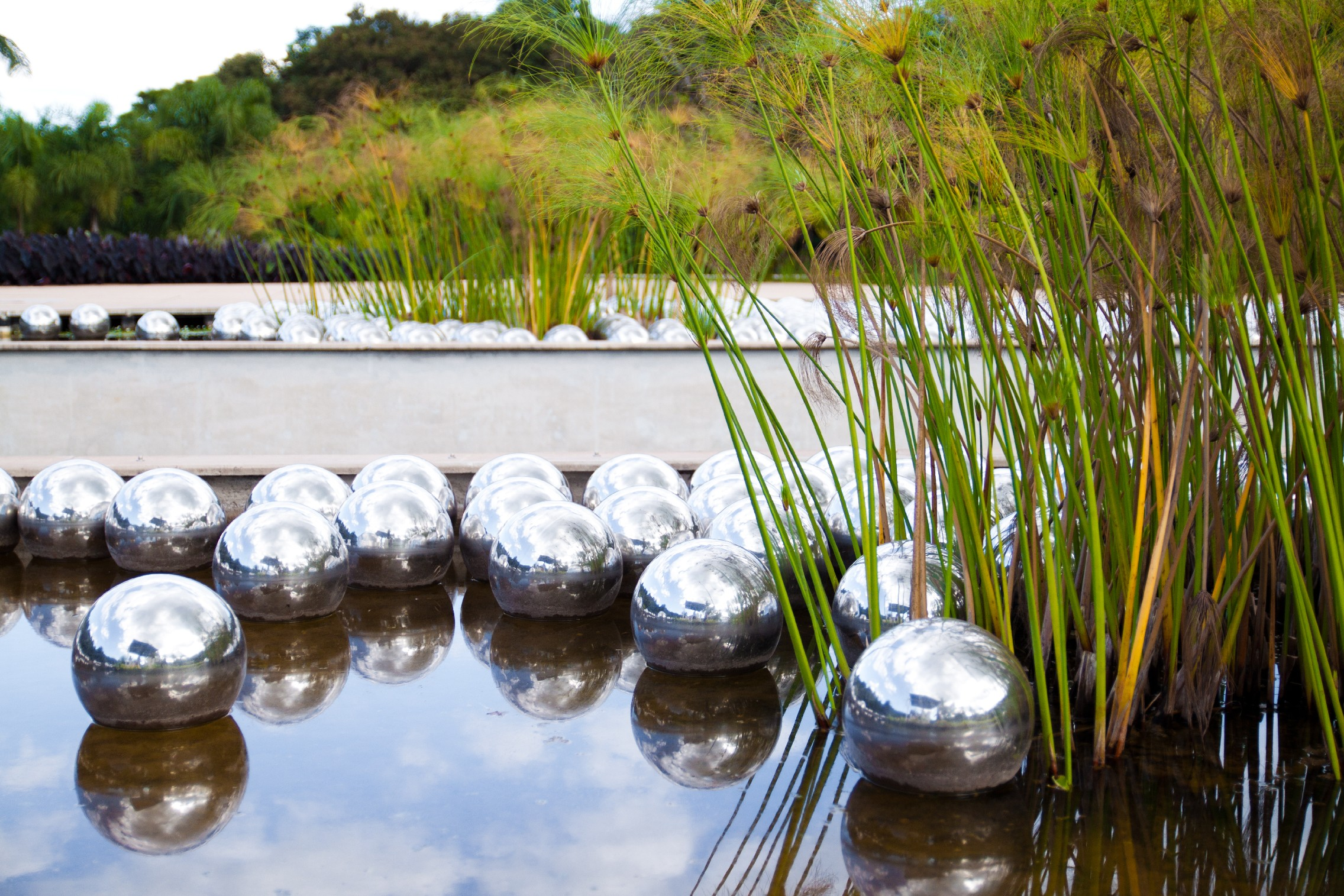
Yayoi Kusama
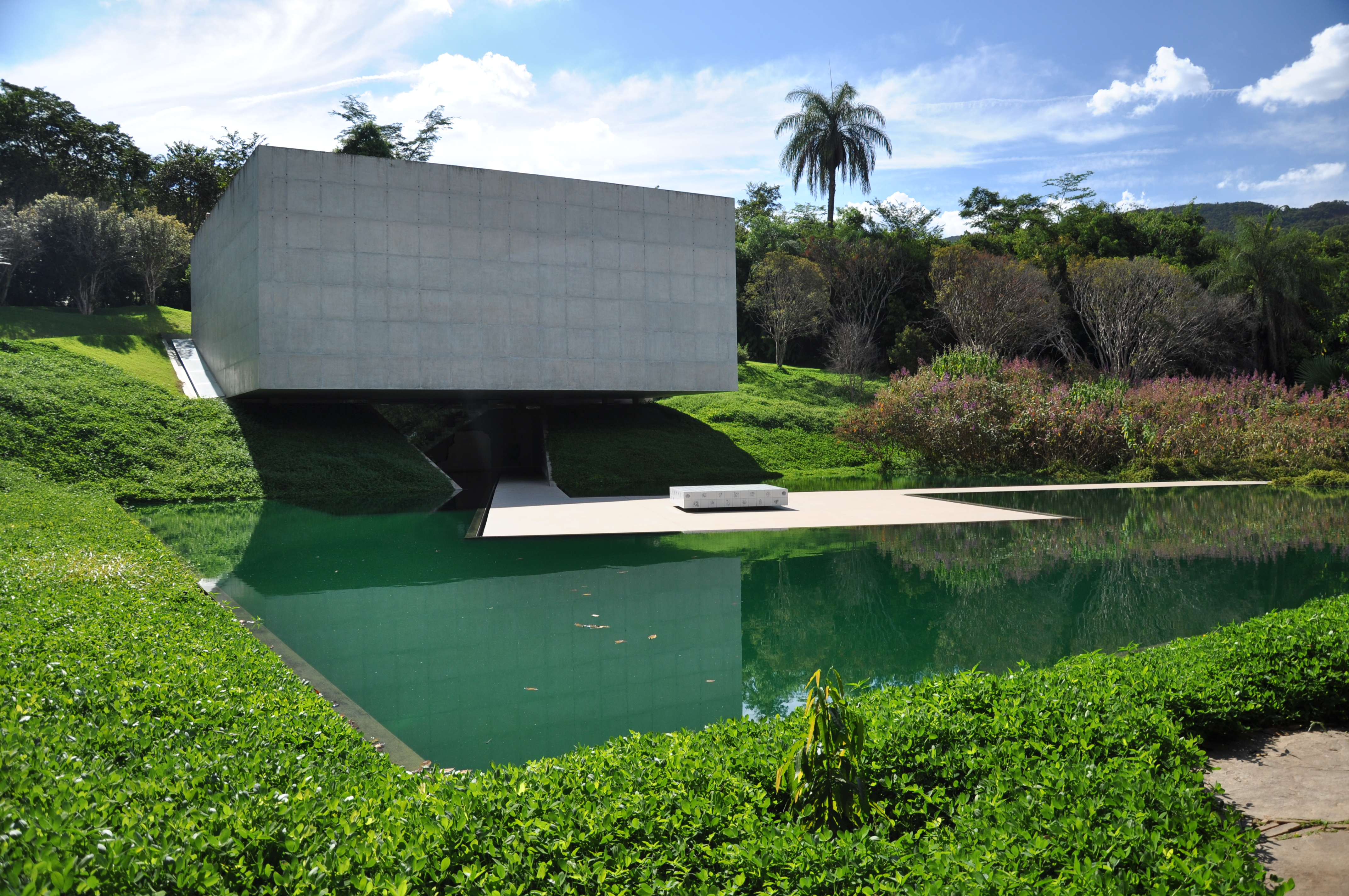
Rodrigo Cerviño Lopez
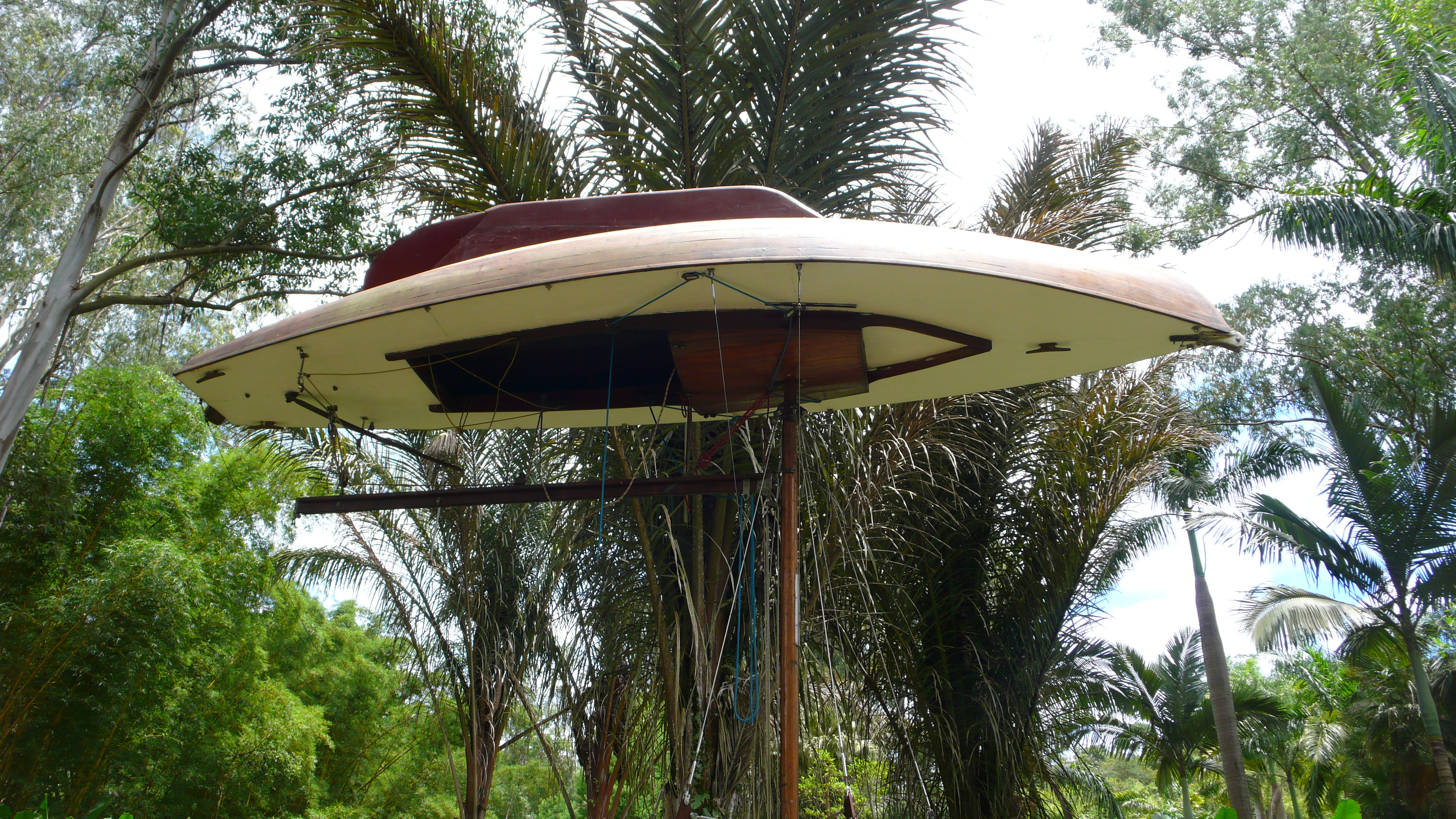
Simon Starling
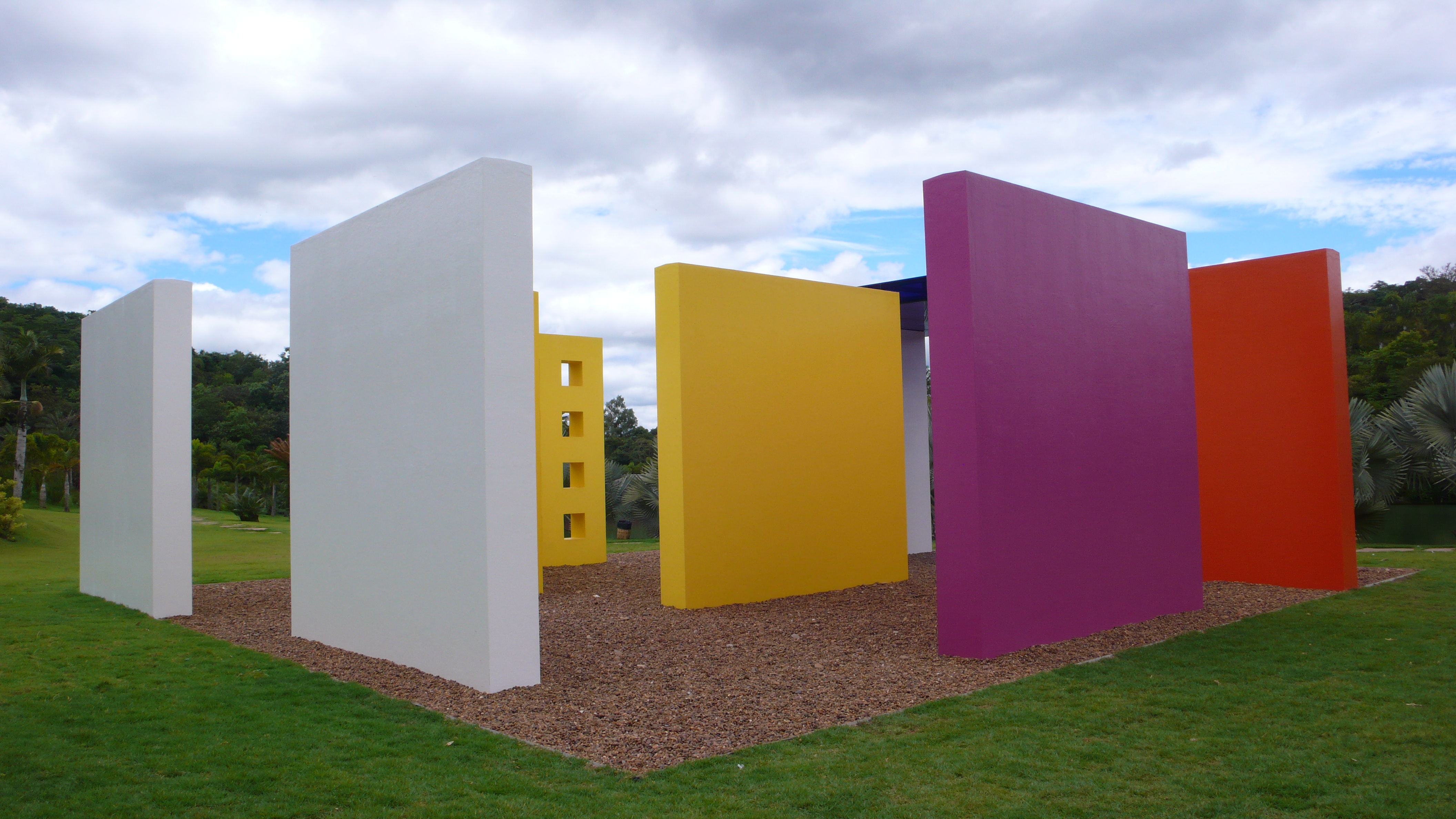
Hélio Oiticica
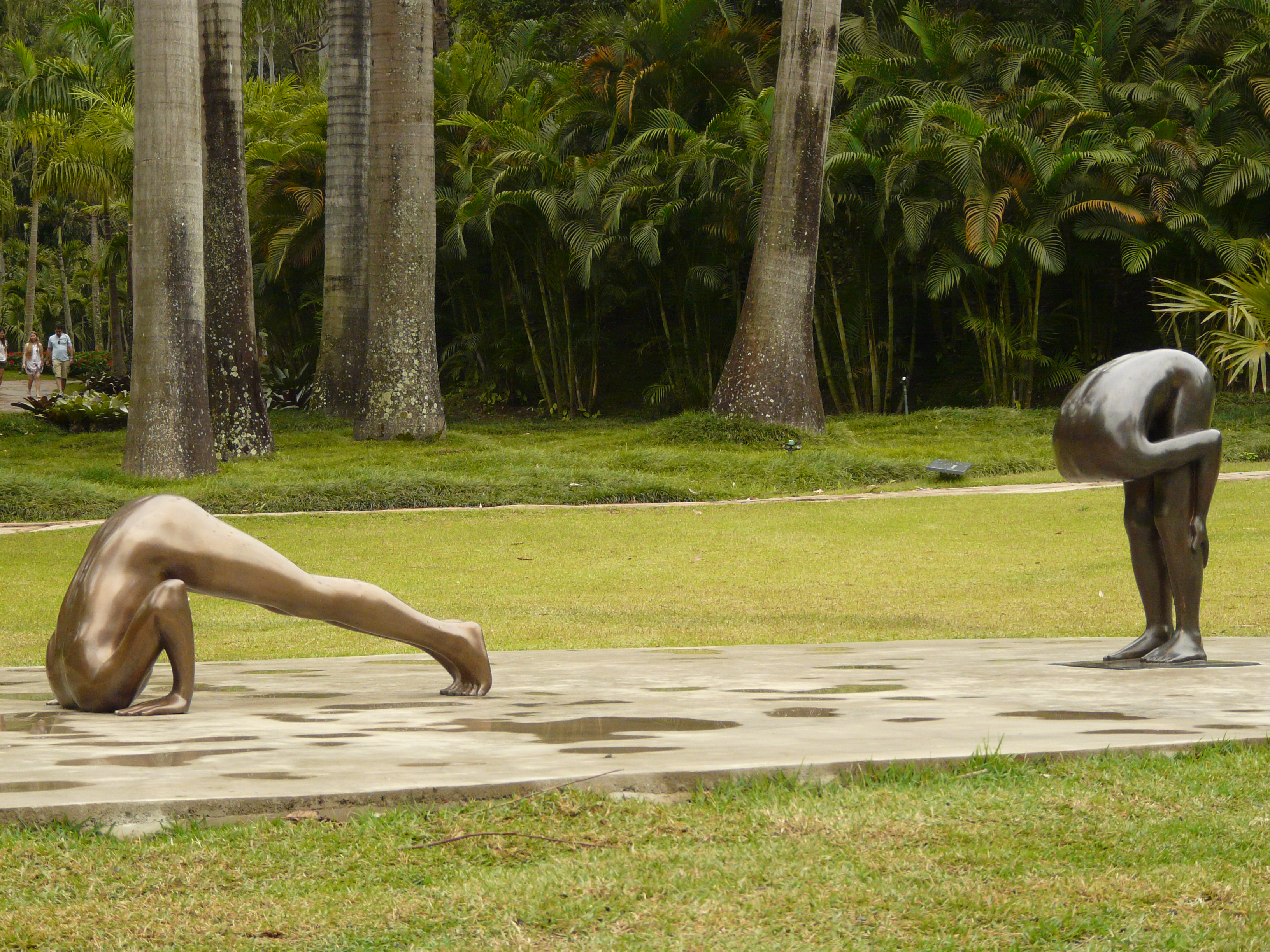
Edgard Medeiros de Souza
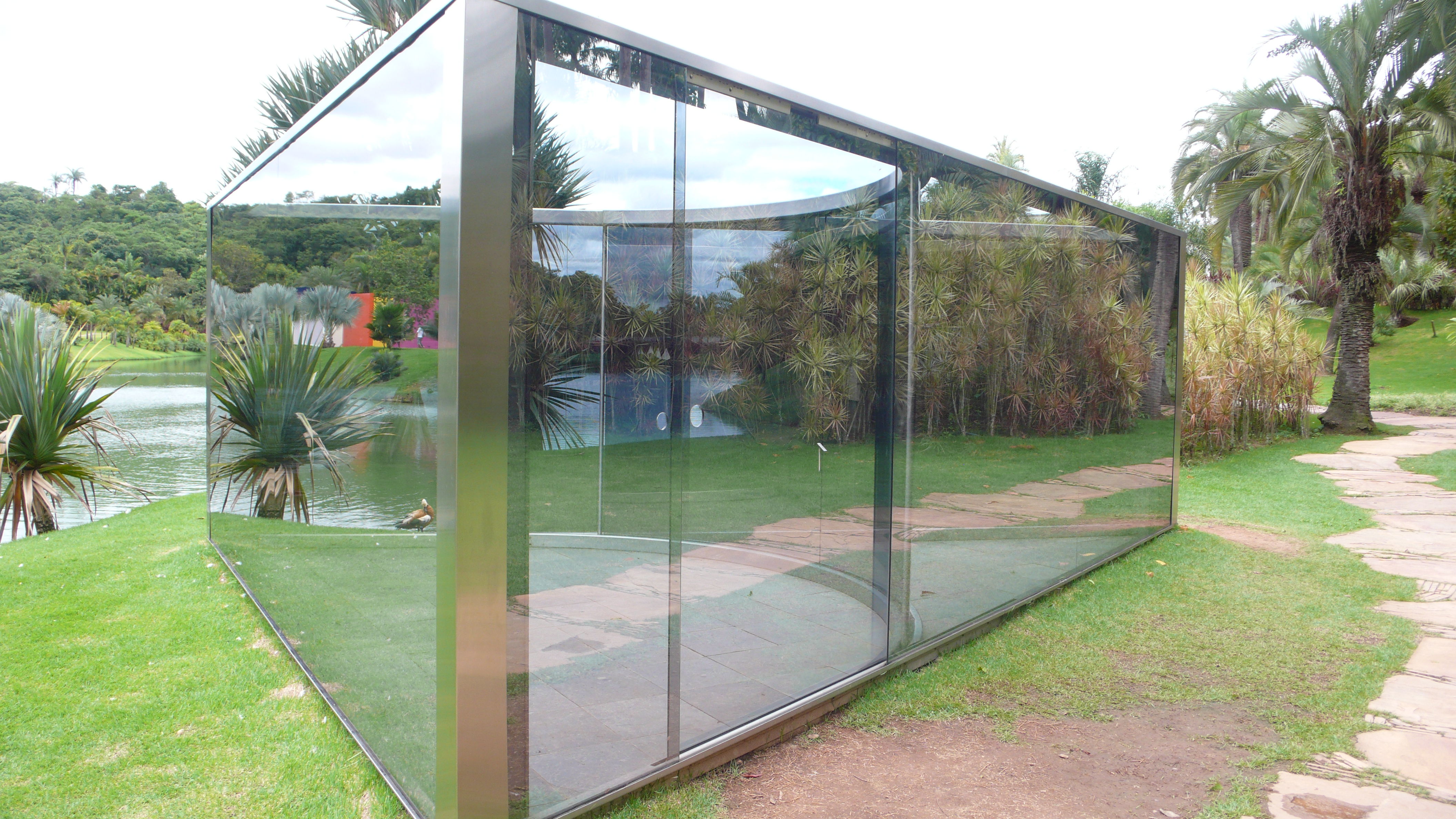
Dan Graham